# Aeromobile a pilotaggio remoto

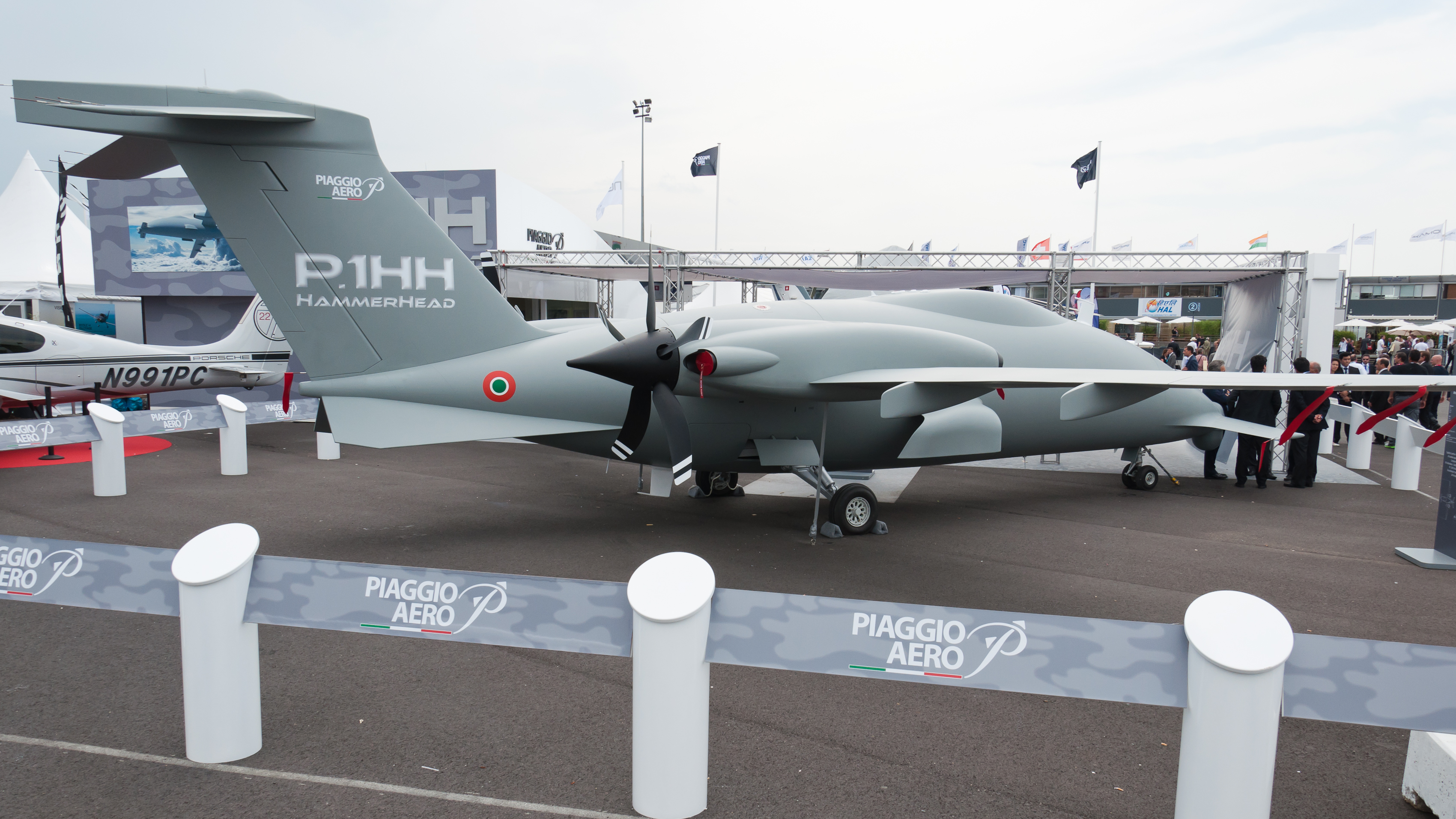
Un Piaggio P.1HH HammerHead.

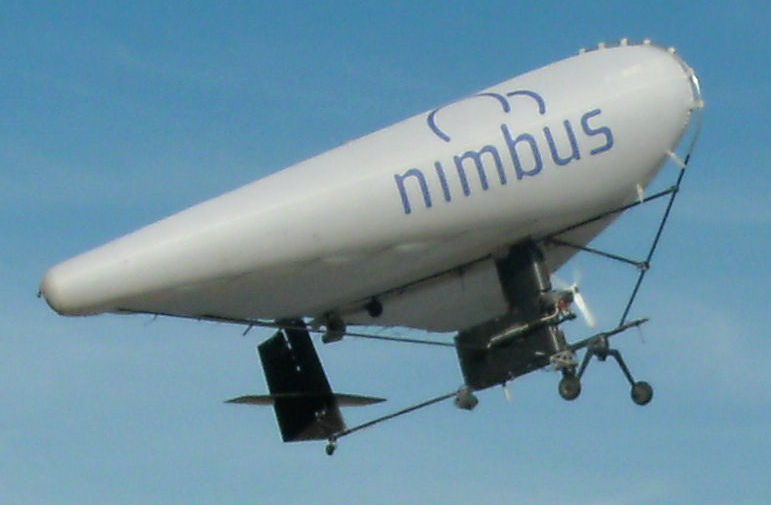
Il Nimbus EosXi.

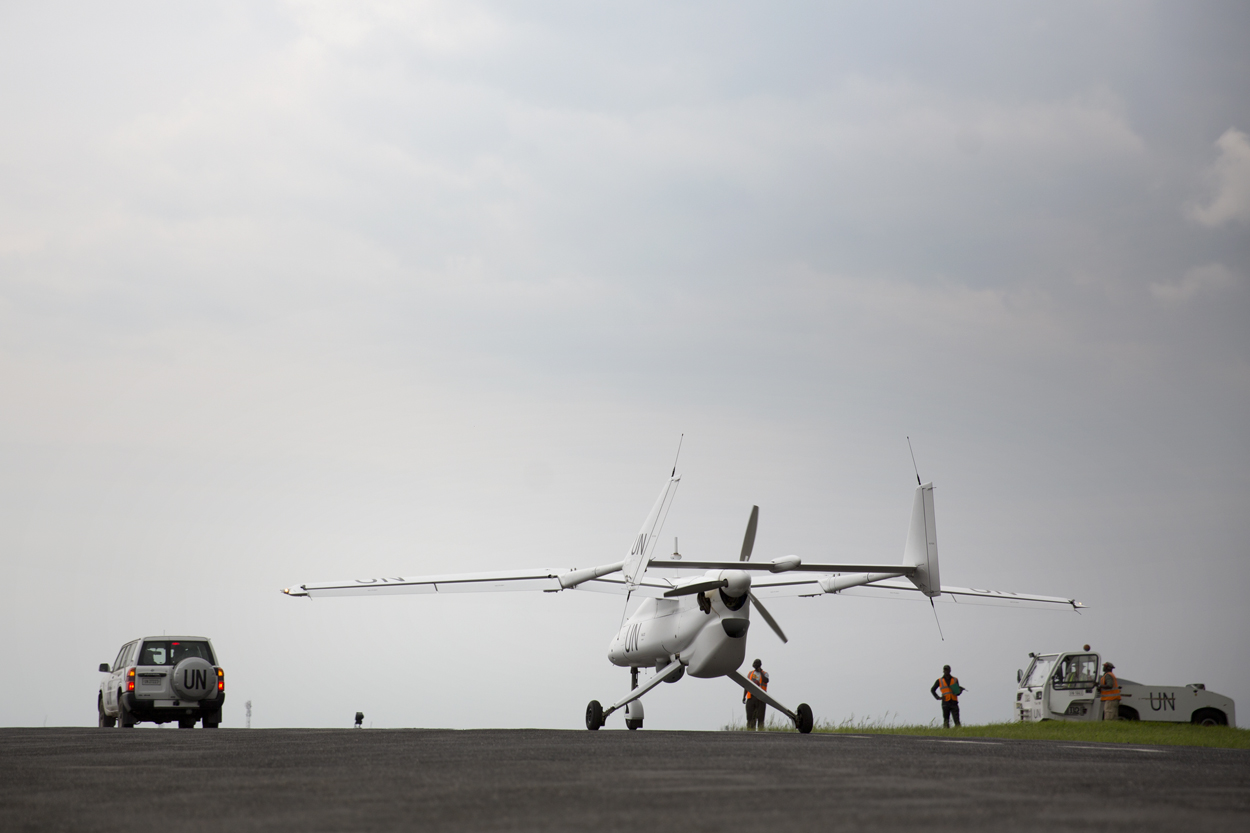
Un Falco APR delle Nazioni Unite.

Un aeromobile a pilotaggio remoto (APR), noto comunemente come drone, è un velivolo caratterizzato dall'assenza di un pilota umano a bordo. Il suo volo è controllato da un computer a bordo del mezzo aereo oppure tramite il controllo remoto di un navigatore o pilota, sul terreno o in altre posizioni.
Sono noti anche con altri acronimi, molti dei quali di derivazione anglosassone: oltre a RPA (remotely piloted aircraft) possono essere indicati come UAV (unmanned aerial vehicle), UAS (unmanned aerial system) o sistema aereo senza pilota, RPV (remotely piloted vehicle), ROA (remotely operated aircraft) o UVS (unmanned vehicle system), ecc. L'inclusione del termine aeromobile sottolinea che, indipendentemente dalla posizione del pilota e/o dell'equipaggio di volo, le operazioni devono rispettare le stesse regole e le procedure degli aerei con pilota ed equipaggio a bordo.
Il loro utilizzo è ormai consolidato per usi militari ed è crescente per applicazioni civili, ad esempio nell'ispezione di costruzioni, in operazioni di prevenzione e intervento in emergenza incendi, per usi di sicurezza non militari, per sorveglianza di oleodotti, con finalità di telerilevamento e ricerca e, più in generale, in tutti i casi in cui il pilotaggio remoto possa consentire l'esecuzione di missioni "noiose, sporche e pericolose" (dull, dirty and dangerous) spesso con costi economici ed etici minori rispetto ai mezzi aerei tradizionali.

## Storia
Il primo tentativo di costruire e utilizzare un aeromobile senza pilota, del quale si possa trovare traccia nella storia risale al 1849, durante la Repubblica di San Marco, quando gli austriaci attaccarono la città di Venezia utilizzando dei palloni caricati di esplosivo: alcuni di questi sistemi vennero lanciati dalla nave austriaca SMS Vulcano. Alcuni dei palloni lanciati funzionarono, altri, a causa del vento, finirono per colpire le linee di attacco austriache.
I successivi esempi e prototipi di velivoli senza pilota fecero la loro comparsa durante la prima guerra mondiale: ne è un esempio l'”Aereal Target” nel 1916, che veniva controllato mediante radiofrequenza. Il 12 settembre dello stesso anno, l'aeroplano automatico Hewitt – Sperry, anche noto come “bomba volante”, compì il suo primo volo, dimostrando il concetto di aereo senza pilota. Il velivolo veniva comandato grazie ad una serie di giroscopi montati internamente.
Nel periodo di tempo compreso tra le guerre mondiali, lo sviluppo tecnologico permise alle varie aziende e alle truppe militari di sviluppare progetti che portarono alla conversione di alcuni modelli di aerei in APR e alla nascita dei primi sistemi senza pilota che potevano essere lanciati dalle navi da guerra e controllati mediante un autopilota. La prima produzione in larga scala degli APR risale però al periodo della seconda guerra mondiale grazie all'aviatore Reginald Denny, che durante la prima guerra mondiale combatté con l'esercito britannico per poi trasferirsi negli Stati Uniti per cercare fortuna come attore.
Il lavoro di attore di Denny non fece venire meno la sua attenzione e passione verso i modelli di aereo radio-controllati e lo portò a fondare una piccola società che, con il tempo, diventò la “Radioplane Company”. Denny era convinto del fatto che i modelli di elicottero radio-controllati a basso costo potevano essere un elemento di test molto importante per l'artiglieria antiaerea e, nel 1935, effettuò una dimostrazione per l'esercito statunitense con il primo prototipo che creò, denominato RP - 1. La dimostrazione colpì favorevolmente gli esponenti dell'esercito statunitense al punto tale che Denny produsse circa 15 000 esemplari di elicottero a pilotaggio remoto durante la seconda guerra mondiale. Successivamente, durante la guerra fredda e la guerra del Vietnam lo sviluppo tecnologico permise di raggiungere un elevato livello qualitativo, portando sul mercato soluzioni sempre più piccole e con caratteristiche tali da poter essere impiegati in innumerevoli scenari operativi.
In Italia si sviluppò questo nuovo mezzo già durante la seconda guerra mondiale con l'Aereo Radio Pilotato, ma fu negli anni sessanta che decollò la vera ricerca su questa tipologia di velivoli. Il primo modello utilizzato dall'Esercito Italiano fu il CL-89, o AN/USD-501, prodotto dalla Canadair, in servizio fino al 2000, presso il 13° GRACO a Verona e successivamente presso il 41º Gruppo specialisti artiglieria “Cordenons” a Casarsa (provincia di Pordenone) con il capitano Bertazzoli protagonista del suo sviluppo. La fine della guerra fredda ha imposto dal 1991 un cambiamento di strategia di uso dei payload, passando da riprese con fotocamera senza pilotaggio remoto a riprese video in tempo reale con possibilità di pilotaggio remoto. L'Esercito Italiano, con il capitano Patrik Zamarian, ha sviluppato in collaborazione con Meteor CAE il Mirach 20 (1985 - 2002), velivolo con telecamera con un raggio d'azione di circa 120 km e prodotto dalla PAI di San Diego (California). Il Mirach 20 fu aggiornato nel 1995 quando da velivoli tipo drone, ossia senza possibilità di pilotaggio, si passò al comando e controllo in tempo reale di questi sistemi quando era in servizio presso il 41 Gruppo Specialisti di Casarsa poi riconfiguratosi in 41 Reggimento M.I. "Cordenons". Nel 2004, dopo l'esito negativo delle sperimentazioni dei Sistemi Mirach 26 e Mirach 150, l'Esercito acquistò, sempre sotto la supervisione di Zamarian, il sistema FQM 151 A Pointer (classe Small) per poi passare ai modelli Raven RQ 1A e 1B, mentre l'Aeronautica militare si approvvigionò con l'RQ - 1 Predator costruito dalla General Atomics. Successivamente l'Esercito ha acquistato il sistema tattico Shadow 200 dalla ditta AAI Corp. di Hunt Valley nel Maryland. Tale sistema ha totalizzato più di 500.000 ore di volo sui cieli iracheni con le Forze Armate U.S. ed è uno dei sistemi più sperimentati del mondo.
A seguito del rapido progresso tecnologico registrato nel corso degli anni duemila e grazie alla loro versatilità, gli APR hanno cominciato a essere utilizzati anche in ambito civile, dove sono impiegati nella sorveglianza aerea delle coltivazioni, in aerofotogrammetria, per effettuare riprese cinematografiche aeree, in operazioni di ricerca e salvataggio, nel controllo di linee elettriche e condutture petrolifere e nel monitoraggio della flora e della fauna selvatica. In ambito civile, nei paesi anglosassoni, viene utilizzato in prevalenza il termine "drone" piuttosto che quello, originario, di UAS ("unmanned aerial system").

## Descrizione

### Classificazione
Con l'acronimo APR (o UAV) si fa riferimento ad un'ampia gamma di aeromobili che presentano caratteristiche e tecnologie differenti e che, a seconda di questi e altri parametri, possono esser utilizzati in differenti scenari operativi.
Nel giugno 2011 l'UVS International ha stilato una classificazione degli APR, basata su alcuni parametri quali la quota di volo, la durata del volo e il peso massimo al decollo (MTOW).
| Categoria                      | Acronimo | Raggio operativo [km] | Quota di volo [m]   | Durata del volo [h] | MTOW [kg]   | Operativo |
| ------------------------------ | -------- | --------------------- | ------------------- | ------------------- | ----------- | --------- |
| Tactical UAV                   |          |                       |                     |                     |             |           |
| Nano                           | η        | < 1                   | 100                 | < 1                 | < 0,250     | Sì        |
| Micro                          | μ        | < 10                  | 250                 | 1                   | < 5         | Sì        |
| Mini                           | Mini     | < 10                  | 150 - 300           | < 2                 | < 30        | Sì        |
| Close Range                    | CR       | 10 - 30               | 3 000               | 2 - 4               | 150         | Sì        |
| Short Range                    | SR       | 30 - 70               | 3 000               | 3 - 6               | 200         | Sì        |
| Medium Range                   | MR       | 70 - 200              | 5 000               | 6 - 10              | 1 250       | Sì        |
| Medium Range Endurance         | MRE      | > 500                 | 8 000               | 10 - 18             | 1 250       | Sì        |
| Low Altitude Deep Penetration  | LADP     | > 250                 | 50 - 9 000          | 0,5 - 1             | 350         | Sì        |
| Low Altitude Long Endurance    | LALE     | > 500                 | 3 000               | > 24                | < 30        | Sì        |
| Strategic UAV                  |          |                       |                     |                     |             |           |
| Medium Altitude Long Endurance | MALE     | > 500                 | 14 000              | 24 - 48             | 1500        | Sì        |
| High Altitude Long Endurance   | HALE     | > 2 000               | 20 000              | 24 - 48             | 12 000      | Sì        |
| Special purpose UAV            |          |                       |                     |                     |             |           |
| Unmanned combat aerial vehicle | UCAV     | 1 500                 | 10 000              | 2                   | 10 000      | Sì        |
| Lethal                         | LETH     | 300                   | 4 000               | 3 - 4               | 250         | Sì        |
| Decoy                          | DEC      | 0 – 500               | 5 000               | < 4                 | 250         | Sì        |
| Stratospheric                  | STRATO   | > 2 000               | > 20 000 & < 30 000 | > 48                | Da definire | Si        |
| Exo – stratospheric            | EXO      | Da definire           | > 30 000            | Da definire         | Da definire | No        |
| Space                          | SPACE    | Da definire           | Da definire         | Da definire         | No          |           |

 Fonte: 2011 - 2012 UAS Yearbook - UAS: The Global Perspective - 9th Edition - June 2011 - Blyenburgh & Co - www.uvs-info.com - Page: 151/216. 

### Vantaggi
A differenza degli aerei tradizionali, gli APR possono essere utilizzati in situazioni caratterizzate da un elevato pericolo per la vita umana e nelle aree inaccessibili o impervie, motivo per cui possono trovare impiego durante le fasi di monitoraggio di aree colpite da eventi catastrofici (terremoti, esondazioni, incidenti stradali ecc.). Ne è un esempio il terremoto del Tōhoku in Giappone, nel marzo 2011, al quale è seguito il disastro della centrale nucleare di Fukushima Dai-ichi; in tale frangente sono stati utilizzati dei Global Hawk, con il fine di monitorare i reattori dopo le esplosioni che si erano verificate.
Un ulteriore vantaggio che deriva dall'uso degli APR per scopi civili è il contenuto costo di acquisizione e di esercizio di tali sistemi, rispetto ai tradizionali sistemi di ripresa aerea. A questo aspetto si affianca la facilità di utilizzo e la loro versatilità.

## Droni armati

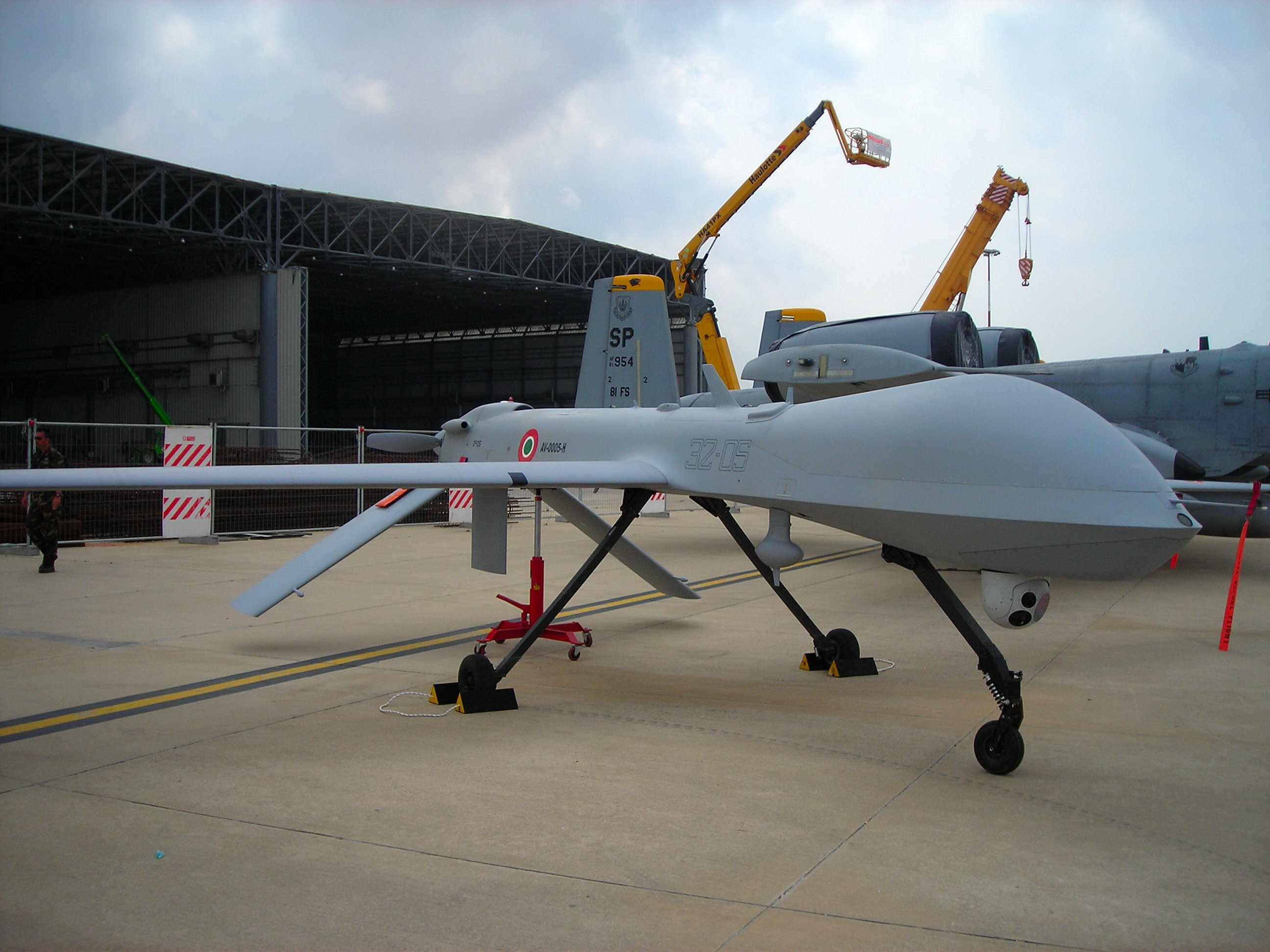
Un APR Predator dell'Aeronautica Militare.

Nei primi anni di sviluppo della tecnologia, la maggior parte degli APR sul mercato sono stati utilizzati per scopi militari, andando dai modelli di elevate dimensioni fino a quelli di successive generazioni, caratterizzati da tecnologie e sensori sofisticati e miniaturizzati che permettono il controllo da remoto della missione annullando il rischio di perdere vite umane in aree molto pericolose.
Gli APR usati per scopi bellici possono essere attrezzati con armamenti o, più semplicemente, con telecamere e dispositivi di trasmissione che permettono l'invio delle immagini in tempo reale, 24 ore su 24, anche a molti chilometri di distanza: ne è un esempio l'utilizzo per il monitoraggio delle attività di Osama bin Laden precedenti alla sua uccisione del 2 maggio 2011 da parte delle unità speciali dell'esercito statunitense.
La campagna americana con i droni contro il terrorismo islamista è iniziata il 17 aprile 2001, quando il presidente George W. Bush ha firmato il Memorandum of Notification per autorizzarne l’uso. Durante il governo Bush ci furono 52 attacchi, che uccisero 416 persone, di cui 167 civili. I primi attacchi con droni erano stati attuati in Afghanistan; il 3 novembre 2002 si mise in atto la prima operazione nello Yemen, che inaugurò la campagna a tutti i Paesi coinvolti nella guerra al terrorismo. Barack Obama, successore di Bush alla Casa Bianca, ha ereditato il programma e lo ha prima esteso, promettendo poi di interromperlo a seguito di clamorosi errori di obiettivo. Le motivazioni della scelta sono da rintracciare nell'efficienza degli attacchi con APR per eliminare gli obiettivi più difficili da raggiungere, ad esempio Anwar al Awlaki, il leader di al-Qaida di origini americane ucciso nello Yemen, e nella maggior sicurezza per i soldati americani, non più esposti a rischi fatali nel cercare gli obiettivi sul terreno. Bush aveva preso la strada delle invasioni terrestri, in Afghanistan e in Iraq, che erano costate migliaia di caduti, mentre Obama ha scelto di condurre la lotta armata al terrorismo con l’uso dei droni. Durante la sua amministrazione, infatti, si stima che sia avvenuto un numero di attacchi nove volte superiore rispetto alla precedente di Bush, la maggior parte dei quali in Pakistan e Yemen.
Gli ultimi sviluppi in fatto di droni armati si stanno spostando verso i droni kamikaze o munizioni circuitanti.
La guerra contro al-Qaida, in Pakistan e Yemen, e quella contro l’ISIS sono caratterizzate dal massiccio utilizzo di velivoli a pilotaggio remoto, che riescono a penetrare zone dove forze militari fisicamente presenti rischierebbero ingenti perdite, colpendo i propri nemici senza preavvisi, esattamente come fanno i gruppi terroristici. Gli APR non sono, dunque, solo delle armi di supporto, ma diventano i protagonisti di una nuova strategia militare di contro-insurrezione che cerca di sfruttare tutte le tecnologie a disposizione per contrastare forze irregolari che operano nell’ombra, come appunto la guerriglia e le azioni terroristiche.
Nel 2014 il Parlamento Europeo emette una Risoluzione sui pericoli dell'uso dei droni militari.
Nel settembre 2018 il Parlamento Europeo emette una Risoluzione sui pericoli derivanti da sistemi d'arma completamente autonomi tra i quali i droni.
La tecnologia dei droni armati ha fatto passi da gigante e dai primi modelli di grandi dimensioni e esclusivi di pochi eserciti si è arrivati a modelli piccolissimi e funzionanti in gruppo (droni a sciame), alla portata di chiunque per la loro economicità. Questa situazione crea preoccupazione per i possibili pericolosi scenari incontrollabili.

### Controversie
Negli anni sono state mosse critiche alla strategia dei droni e alla guerra chirurgica contro il terrorismo. Il dibattito è concentrato su problemi etici e di legalità.
I sostenitori dell’uso dei droni militari, oltre a ritenere la strategia l’unica percorribile contro un nemico subdolo come il terrorismo, focalizzano l’attenzione sul risparmio in termini di vite umane nelle file dell’esercito americano. Sull'efficacia e l'eticità della strategia dei droni si era espresso John Brennan, direttore della CIA sotto la presidenza Obama, nella conferenza tenuta per il Wilson Center nell'aprile 2012, rimarcando come i raid con gli APR siano completamente legali e risultino essere l’unico modo per prevenire gli attacchi terroristici e per salvare vite umane tra l’esercito americano. Circa la legalità di questi metodi, Brennan ha tenuto a sottolineare come, per una questione di diritto interno, la Costituzione degli USA permetta al presidente di difendere la nazione da minacce di attacchi. Dopo l'11 settembre 2001, il Congresso ha concesso al presidente di usare tutte le forze necessarie e appropriate contro le zone che nascondono i terroristi. Il Diritto Internazionale non vieta l’uso né di aerei senza pilota né della forza militare in generale in campi di battaglia non attivi, soprattutto nel caso in cui il Paese coinvolto rifiuta o non è in grado di fermare la minaccia. Anche l'opinione pubblica americana sembrava dare ragione alla strategia di Obama riguardo all’utilizzo degli APR armati nei territori dove si nascondono i terroristi islamici. Un sondaggio dell'Associated Press-Gfk rivelava, infatti, che sei americani su dieci erano favorevoli ai droni militari, mentre solo il 13% si dichiarava contrario e il 24% non si pronunciava in merito.
A seguito dell'uccisione di Giovanni Lo Porto, il cooperante di pace italiano ucciso nel 2015 in Afghanistan da un drone americano, il presidente Obama ha chiesto ufficialmente le scuse pur non fornendo i dati necessari alla magistratura italiana per concludere le indagini del caso.
Eticamente contraria all'uso militare dei droni si è mostrata l'associazione per i diritti umani Amnesty International che, nel rapporto del 2013 Sarò io il prossimo? Gli attacchi statunitensi con i droni in Pakistan, non esita a definire l'uccisione dei Pakistani, in raid con velivoli senza pilota, crimini di guerra e esecuzioni extragiudiziali. Vengono analizzati dalla ONG nove raid statunitensi compiuti nel Nord-Ovest del Pakistan, mettendo in risalto la mancanza di giustificazione per due attacchi che hanno ucciso una donna di 68 anni, mentre raccoglieva ortaggi e 18 uomini, tra cui un ragazzo di 14 anni, tutti civili. Per Mustafa Qadri, ricercatore di Amnesty International sul Pakistan, la segretezza che avvolge il programma sui droni conferisce agli USA licenza di uccidere senza controllo giudiziario, violando le basi dei diritti umani. Anche il sito di inchiesta The Intercept, diretto da alcuni giornalisti entrati in possesso delle rivelazioni di Edward Snowden, come Laura Poitras, Glenn Greenwald e Jeremy Scahill, mette in luce la politica poco chiara e le discutibili strategie usate dalla CIA per l'eliminazione degli obiettivi. L'inchiesta dimostra, attraverso una fitta documentazione raccolta, come le autorità statunitensi falsifichino le cifre disponibili sugli attacchi, mettendo tutte le vittime non identificate nella categoria di nemici.
Le opinioni sono contrastanti anche circa la legalità e l'inquadramento giuridico degli attacchi con aerei a pilotaggio remoto, soprattutto in quelle zone, come Pakistan e Yemen, che non costituiscono un territorio di guerra attiva e i cui governi non sono formalmente in conflitto con gli Stati Uniti. Le Nazioni Unite hanno più volte contestato le modalità di gestione delle missioni e degli omicidi mirati. Cristof Heyns, avvocato sudafricano relatore per l'antiterrorismo e le esecuzioni extragiudiziarie dell'ONU, ad esempio, ha definito senza mezzi termini l'uso degli APR una violazione del diritto bellico, in vigore da più di cinquant’anni. Anche il consulente delle Nazioni Unite Philip Alston si è mostrato più volte ostile alla strategia antiterroristica dei droni, soprattutto in relazione alla segretezza delle missioni, controllate dalla CIA. Alston si è espresso in favore di un disarmo degli aerei a pilotaggio remoto controllati direttamente dai servizi segreti. La studiosa e docente di diritto internazionale Mary Ellen O'Connel ha ribadito il concetto, affermando che sorvolare e colpire paesi non coinvolti in conflitti permanenti, e con i metodi delle liste e degli omicidi mirati usati dalla CIA, sono azioni che travalicano il diritto internazionale e lo ius ad bellum e creano solo paura e diffidenza tra la popolazione civile.
Il governo degli Stati Uniti si difende affermando che la nazione è coinvolta in una guerra globale contro il terrorismo, nemico subdolo e non convenzionale, contro cui le normali tattiche militari non hanno effetto. Dai sostenitori della piena legalità dell'uso dei droni armati in tutti i territori che ospitano i gruppi terroristici, compresi quelli non coinvolti direttamente in guerre attive e permanenti, vengono invocati il diritto all'autodifesa, sancito dal diritto internazionale, e il provvedimento Autorization for the use of military force against terrorism. Quest'ultimo in particolare, firmato da Bush tre giorni dopo l'attentato alle Torri Gemelle dell'11 settembre 2001, lascia libertà totale al presidente nell'usare qualunque mezzo utile per combattere i terroristi e difendere i cittadini americani.
Secondo il Guardian, gli attacchi dei droni sono particolarmente letali per i civili. Per 41 leader islamici presi di mira dai droni statunitensi, almeno 1.147 civili sono stati uccisi, comprese decine di bambini. Il New York Times riferisce in un'inchiesta pubblicata nel 2021 che il numero di civili uccisi dal 2014 dai droni statunitensi è molto più alto delle 1.417 vittime ufficialmente riconosciute dai militari, con il giornale che riporta migliaia di morti tra cui molti bambini.

## Utilizzo in ambito civile
Negli ultimi anni, le tecnologie legate allo sviluppo di sistemi APR hanno subito una impennata rapidissima. In particolare lo sviluppo tecnologico nell'ambito della sensoristica permette di equipaggiare APR con dispositivi in grado di effettuare rilevazioni nello spettro del visibile (camere digitali compatte o professionali) e dell'infrarosso (camere termiche), nonché camere multi spettrali, fino ad arrivare a sensori più evoluti, ad esempio sensori Lidar o per il monitoraggio della qualità dell'aria.
È però estremamente importante ricordare come l'utilizzo degli APR in ambito civile non sia una mera questione tecnologica e debba essere sempre subordinato alla regolamentazione presente nel Paese in cui si ha intenzione di operare.
Di seguito vengono presentati alcune applicazioni in ambito civile per gli APR:
- Sicurezza territoriale, delle frontiere e lotta ai narcotrafficanti

Gli Stati Uniti nel 2011 hanno iniziato una collaborazione col Messico per arginare il fenomeno dell'immigrazione clandestina e del traffico di sostanze stupefacenti attraverso il loro confine. L'esercito statunitense ha iniziato ad impiegare i propri aeromobili a pilotaggio remoto nei cieli del Paese vicino in seguito all'uccisione dell'agente dell'immigrazione Jaime Zapata, freddato da alcuni uomini armati nel Nord del Messico il 15 febbraio 2011. Le azioni congiunte USA-Messico sono state definite dai due presidenti Barack Obama e Felipe Calderón, con la finalità di adottare una strategia aggressiva per mettere fine all'escalation di violenza dei trafficanti di droga (negli ultimi anni questa "guerra" silenziosa ha causato circa 34 000 vittime). Gli APR sono impiegati per segnalare i movimenti e la forza numerica dei narcotrafficanti, informazioni che vengono subito comunicate agli agenti sul territorio; volano a 18 000 metri d'altezza, praticamente invisibili da terra, e in un solo giorno possono controllare minuziosamente un'area di circa 100 000 chilometri quadrati.
- Ampliamento della connessione Internet

Da diversi anni numerose aziende del settore informatico, come Google e Facebook, stanno utilizzando i droni per diminuire il divario digitale del pianeta ed aumentare la copertura di Internet nel mondo. I droni, la maggior parte delle volte equipaggiati con pannelli solari, hanno un'autonomia di volo molto elevata e sono in grado di offrire connettività nei paesi disagiati, raggiungendo quasi 2,8 miliardi di persone.
- Monitoraggio siti Archeologici, contro la depredazione e il commercio illegale di reperti

Un chiaro esempio di tale attività è il monitoraggio dell'antichissima necropoli di Fifa (Giordania) ad opera dei droni. Una soluzione valida, considerando anche la difficoltà oggettiva di avere e reperire personale in zone militarmente attive come il Medio Oriente.
- Monitoraggio centrali termoelettriche e impianti industriali

Gli APR possono essere utilizzati anche per monitorare impianti di produzione di energia elettrica o più in generale impianti industriali, utilizzando sensori (termocamere, camere multispettrali, ecc.).
- Telerilevamento

Il telerilevamento, in inglese Remote Sensing, è la disciplina tecnico-scientifica o scienza applicata con finalità diagnostico-investigative che permette di ricavare informazioni, qualitative e quantitative, sull'ambiente e su oggetti posti a distanza da un sensore mediante misure di radiazione elettromagnetica (emessa, riflessa o trasmessa) che interagisce con le superfici fisiche di interesse. Grazie alla possibilità di volare anche a quote molto basse e di disporre di sensori di piccole dimensioni ma di buona qualità (camere RGB, multispettrali, e iperspettrali), gli APR appartenenti in particolare alla categoria mini possono essere utilizzati per applicazioni legate al telerilevamento, quali la creazione di mappe di vigore di colture agricole e monitoraggio dello stato di salute della vegetazione, la creazione di mappe di copertura e uso del suolo, per l'analisi e il supporto nelle fasi immediatamente successive a calamità naturali oppure per il monitoraggio e la mappatura delle dispersioni termiche di edifici (case, capannoni, impianti industriali) privati e pubblici in un periodo, come quello attuale, in cui si parla molto di sviluppo sostenibile e perdita di terreno da destinare ad aree verdi. In tal senso, questi sistemi di monitoraggio rappresentano uno straordinario strumento per ottenere osservazioni ambientali con una risoluzione confrontabile con quella di osservazioni tradizionali a terra.
- Aerofotogrammetria e rilievo dell'architettura

La fotogrammetria è una tecnica di rilievo che permette di acquisire dei dati metrici di un oggetto (forma e posizione) tramite l'acquisizione e l'analisi di una coppia di fotogrammi stereometrici. Con l'avvento delle camere digitali, di ridotte dimensioni (compatte o reflex) ma in grado di garantire un elevato standard qualitativo relativamente all'immagine prodotta, la fotogrammetria può essere accostata agli APR e al loro utilizzo per la creazione di modelli digitali del terreno (DTM), per la produzione di ortofoto e, allo stesso tempo, per il rilievo architettonico di infrastrutture ed edifici per la creazione di modelli 3D.
- Monitoraggio ambientale e calamità naturali

Gli APR sono stati accostati in maniera diretta al monitoraggio ambientale e all'attività in aree colpite gravemente da terremoti e inondazioni. Un esempio sono gli APR statunitensi Global Hawk che hanno sorvolato la centrale nucleare di Fukushima Dai-ichi, in Giappone, addentrandosi nella zona vietata, dove l'alto livello di radioattività impediva l'ingresso di persone, col fine di monitorare i reattori dopo le esplosioni causate dal terremoto del Tōhoku del 2011, scattando anche foto con i sensori a infrarossi.
- Biodiversità e monitoraggio fauna

Gli APR possono essere utilizzati per il monitoraggio degli animali selvatici e il controllo della popolazione di quelle specie con un alto tasso di riproduzione che potrebbero essere un problema sia per la biodiversità dell'ambiente in cui vivono sia per quanto riguarda i danni economici causati alle produzioni agricole e zootecniche presenti sul territorio.
- Operazioni di ricerca e soccorso

Gli APR possono svolgere un ruolo importante nelle operazioni di ricerca e soccorso, consentendo di effettuare delle ricognizioni in tempi rapidi, in particolare a seguito del verificarsi di situazioni di emergenza.

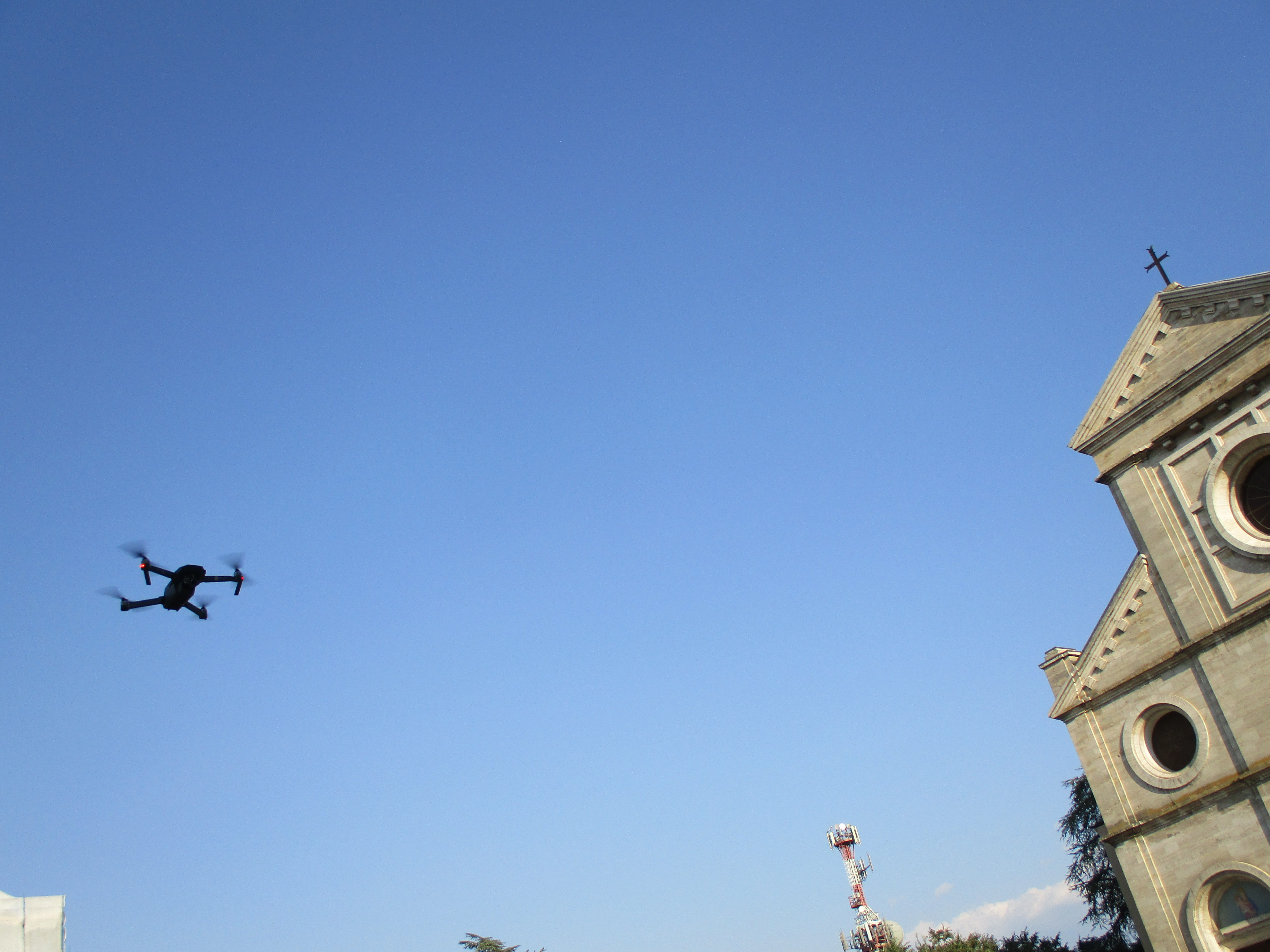
Drone utilizzato per videoriprese ad Avezzano.

- Videoriprese e fotografie in generale

Gli APR, in combinazione con le più recenti e leggere video-fotocamere digitali, anche di largo consumo e non solo professionali, si stanno rendendo sempre più concorrenziali per tutte quelle necessità di ripresa "aerea" che in origine erano appannaggio quasi esclusivo di complicati e costosi strumenti quali il dolly se non addirittura l'elicottero vero e proprio.
- Sport

Questi droni se adeguatamente preparati possono essere utilizzati per eseguire attività ludiche competitive, come nel caso del "Drone soccer".

## Regolamenti e normativa
Il panorama normativo inerente alla materia è eterogeneo ed è composto dalla normativa internazionale, da quella comunitaria (EASA per l'Europa) e da quella nazionale (Enac per l'Italia). Il rapporto tra queste fonti è di tipo gerarchico, quindi quanto disposto da una fonte normativa inferiore perde rilevanza in presenza di disposizioni normative con uguale area di competenza emesse da una fonte superiore.
L'ICAO riconosce molte categorie di aeromobili con pilota a bordo (manned) o senza (unmanned), dando a tutte lo status di “aeromobile”. Anche il Codice della Navigazione Italiano. Un APR è quindi un aeromobile a tutti gli effetti e i concetti normativi non subiscono alterazioni di principio circa il mezzo, il pilota e l'operatore (valgono le stesse responsabilità e certificazioni, come certificato di immatricolazione, certificato di aeronavigabilità, licenza di pilota, licenza di operatore). In particolare esiste un quadro normativo generale applicabile, tuttavia un insieme di norme implementative adeguate è in fase di definizione. Gli APR di peso inferiore ai 150 kg sono di pertinenza delle singole autorità aeronautiche nazionali, l'ENAC in Italia, come stabilito nei regolamenti europei.
L'EASA si occupa anche della normativa per l'utilizzo dei droni in Europa, quindi anche in Italia. Il regolamento ha introdotto importanti novità rispetto alla normativa precedente in merito al "patentino" drone:
1. Per un utilizzo ricreativo o professionale (ma limitatamente alle categorie OPEN A1-A3) è sufficiente superare un esame online presso il sito web di ENAC. Dopo aver eseguito il log in tramite SPID, è necessario effettuare un pagamento di euro 31 per aver diritto a 4 tentativi. Non è più prevista una parte pratica con esercitazioni di volo e skill test finale. La preparazione può essere svolta sul Syllabus messo a disposizione da ENAC o su manuali/eserciziari appositamente redatti da società specializzate nella consulenza UAS.
2. Per un utilizzo ricreativo e/o professionale di droni di peso compreso tra i 500 g e i 2 kg in ambiente urbano (OPEN A2), dopo aver superato l'esame online A1-A3 di cui al punto precedente, è necessario sostenere un ulteriore esame teorico (30 domande a crocette) e autocertificare la pratica svolta. Non esiste in questo caso un Syllabus ufficiale di ENAC e quindi la preparazione può essere svolta esclusivamente su manuali/eserciziari redatti da società specializzate nella consulenza UAS. EASA con la Decision 2022/002/R del 7 febbraio 2022 ha stabilito che l'esame propedeutico all'ottenimento del "patentino" drone A2 può essere condotto o "face to face" oppure anche online da casa nella modalità "proctored".

## Contraerea
Per compromettere l'elettronica dei droni, in particolare quelli organizzati secondo la robotica degli sciami, nel 2023 gli Stati Uniti hanno messo a punto THOR (Tactical High-power Operational Responder), un'arma a energia diretta a corto raggio capace di emettere microonde.
La Corea del Sud è nel 2024 il primo paese al mondo ad utilizzare un raggio laser di 10-20 secondi (dal costo di 1.5 dollari) per bruciare il motore o altre parti elettriche dei droni.